# Niccolò da Perugia
Niccolò da Perugia, también conocido como Niccolò del Proposto o Nicolò; en latín: Magister Sere Nicholaus Prepositi de Perugia, (fl. segunda mitad del siglo XIV) fue un compositor italiano del Trecento, también conocido como el "ars nova italiano". Fue contemporáneo de Francesco Landini y al parecer era el más activo en Florencia.

## Vida
Poco se sabe sobre su vida, sólo algunos detalles biográficos son verificables a partir de fuentes extramusicales. Probablemente era de Perugia y pudo haber sido hijo del proposto (preboste). En 1362 fue registrado como visitante del monasterio de la Santa Trinidad, junto con Gherardello da Firenze.
A partir de la evidencia de su música, era probablemente amigo del poeta florentino Franco Sacchetti, y debió llevar a cabo la mayor parte de su producción entre 1360 y 1375, ya que son las fechas conocidas por los poemas para los que escribió música.
Puede que sea el mismo Ser Niccolò del que se conservan registros como cantante notable de laude en 1393. Una de sus composiciones, La fiera testa, fue escrita probablemente en contra de la familia Visconti cuando Florencia estaba en guerra con Milán entre 1397 y 1400; Niccolò pudo haber estado en Perugia en ese periodo.

## Obra
Un total de 41 composiciones de Niccolò han sobrevivido con atribución confiable, la mayoría de ellos en el Codex Squarcialupi, y todos los demás de fuentes de la Toscana. Todos son seculares, todos son vocales, y se incluyen 16 madrigales, 21 ballate y 4 caccie.
Los madrigales son para dos voces, a excepción de uno que utiliza tres, y todos están en un estilo relativamente conservador, sin la influencia de la práctica contemporánea francesa (a partir de las obras similares de Francesco Landini).
Una peculiaridad de Niccolò era el género de la pequeña batalla o “ballatae minimae”. Estas piezas son muy breves, consisten en una sola línea de texto moralizante, muy diferente de la poesía romántica establecida por otros compositores contemporáneos como Landini.